# Reichsluftschutzbund

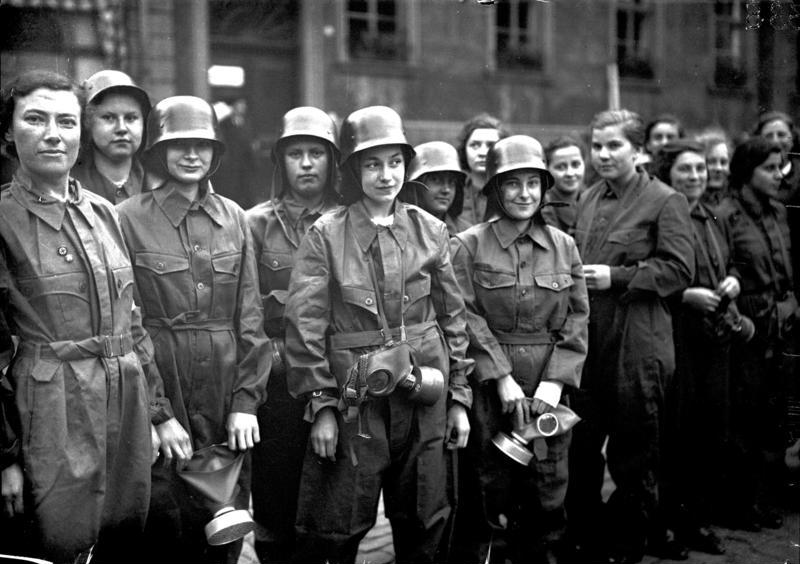
Femmes de la protection contre les raids aériens, certains avec des casques en acier et des respirateurs (1939).

Le Reichsluftschutzbund (RLB, en français : Ligue de protection aérienne du Reich) était une association publique de défense anti-aérienne allemande sous le Troisième Reich. Après 1952, les tâches du RLB sont reprises par l'Association fédérale de protection de l'air (BLSV), ensuite rebaptisée Bundesverband für den Selbstschutz (de) (Association fédérale d'autodéfense, BVS).
Avec son réseau dense de vigiles anti-aériens, le RLB apportait une préparation pratique et psychologique à la guerre aérienne et instruisait la population pendant et après les raids aériens, mais avait également un rôle de contrôle politique et policier de la population.

## Organisation
L'association est fondée le 29 avril 1933 par Hermann Göring et est aux ordres du ministère de l'aviation du Reich, donc de Göring lui-même. L'Association allemande de protection contre les raids aériens (DLS) qui existait depuis 1927, et la Ligue allemande de protection contre les raids aériens (depuis 1931) sont fusionnées de force dans la nouvelle structure. Avec le RLB, toutes les associations anti-aériennes fondées sous la République de Weimar sont supprimées. En 1940, le RLB devient une société de droit public et, en 1944, elle est transférée au NSDAP.
En 1939, on compte environ 15 millions de membres du RLB et 75 300 bureaux. 820 000 fonctionnaires y ont effectué leur service (dont 280 000 femmes). Ses membres sont formés dans 3 800 écoles par plus de 28 000 enseignants. Le programme de formation comprend la protection d'une maison et d'un appartement, la lutte contre les incendies, la protection contre les gaz, les premiers secours et le signalement. La loi du 26 mai 1935 sur la protection de l'air peut obliger tout un chacun à participer aux formations du RLB.
L'organe de presse officiel du RLB était Die Sirene. Magazine illustré du Reichsluftschutzbund , publié de 1933 à 1944 par le Deutscher Verlag, anciennement Ullstein.
Le RLB est considéré comme dissous par la directive n°24 du Conseil de contrôle allié.
Les fonctionnaires du RLB portaient des uniformes en tissu gris-bleu avec un insigne spécifique, porté sur la manche inférieure gauche et sur la casquette.

## Présidents
Le président du RLB était un général en service actif dans la Luftwaffe.
- Lieutenant-Général Hugo Grimme (de) : 29 avril 1933 - 30 avril 1936
- Lieutenant-général Karl von Roques : 30 avril 1936 - 30 mai 1939
- Général de l'artillerie anti-aérienne Ludwig von Schröder : 30 mai 1939 - 30 mai 1941
- Le chef d'état-major et général Hauptluftschutzfuhrer Hermann Sautier est chargé de gérer les affaires du président du RLB : 12 juin 1941[4]
- Général de l'artillerie anti-aérienne Friedrich Hirschauer (de) : 1 août 1942 - 31 janvier 1945

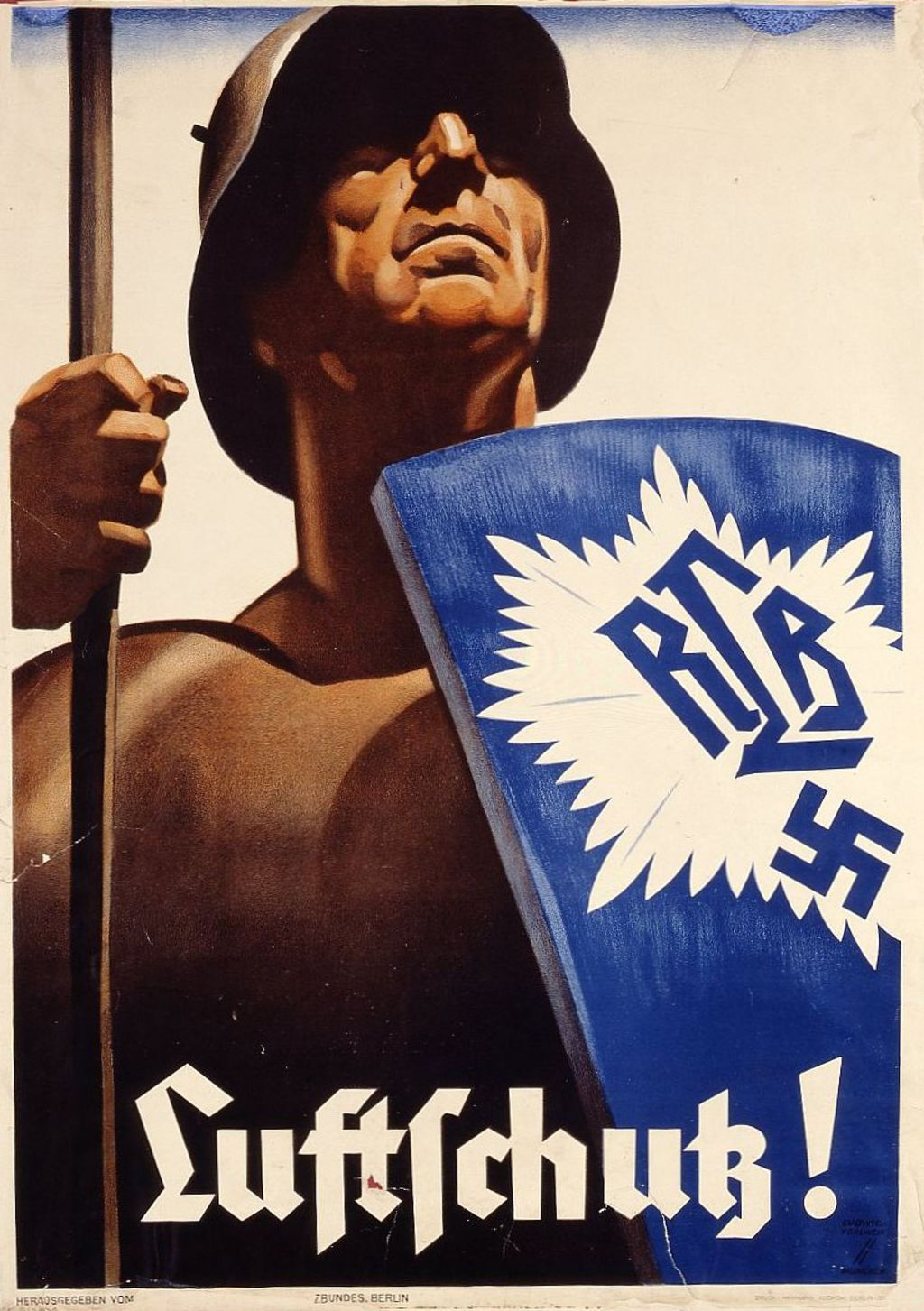
Affiche de propagande du Reichsluftschutzbund (par Ludwig Hohlwein, vers 1943).
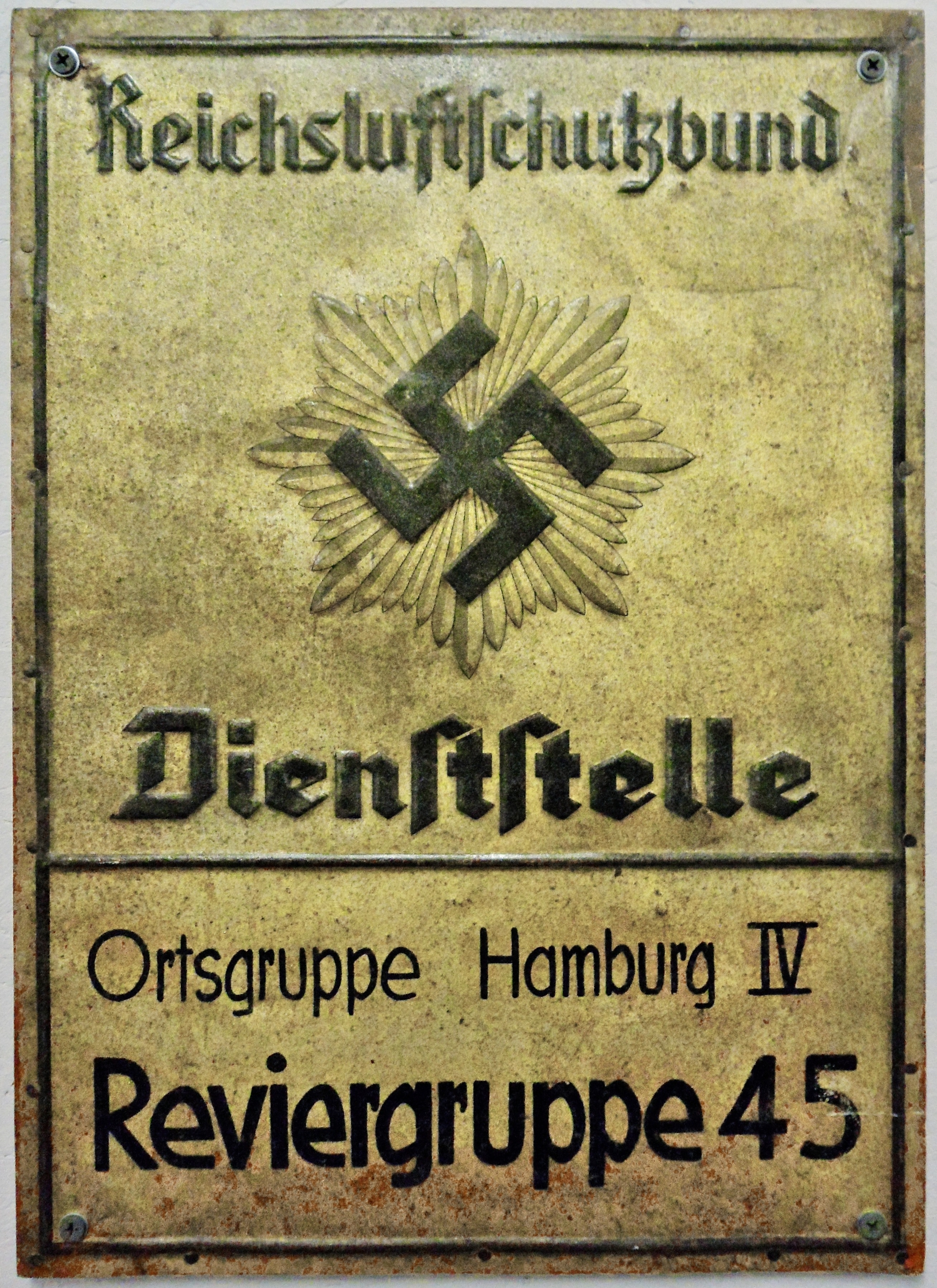
Plaque murale du Reichsluftschutzbund du secteur IV de Hambourg.
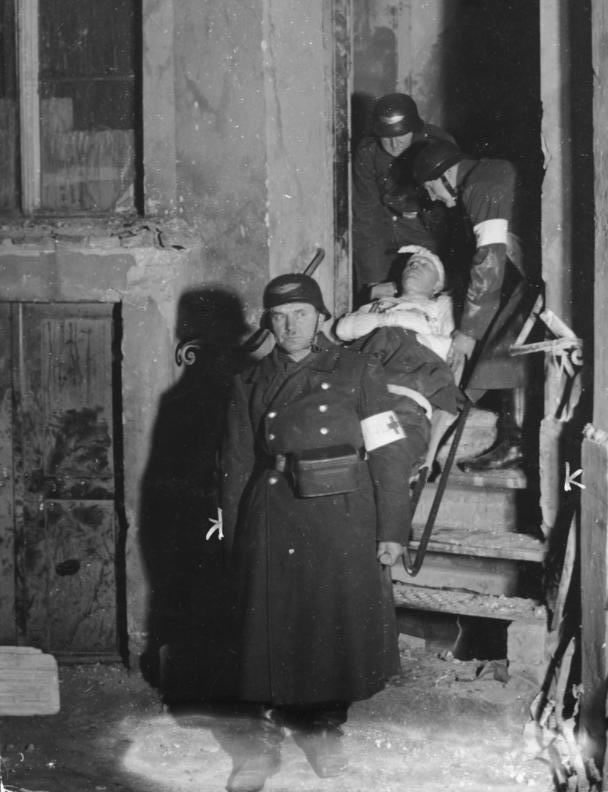
Évacuation de blessés, 1941.
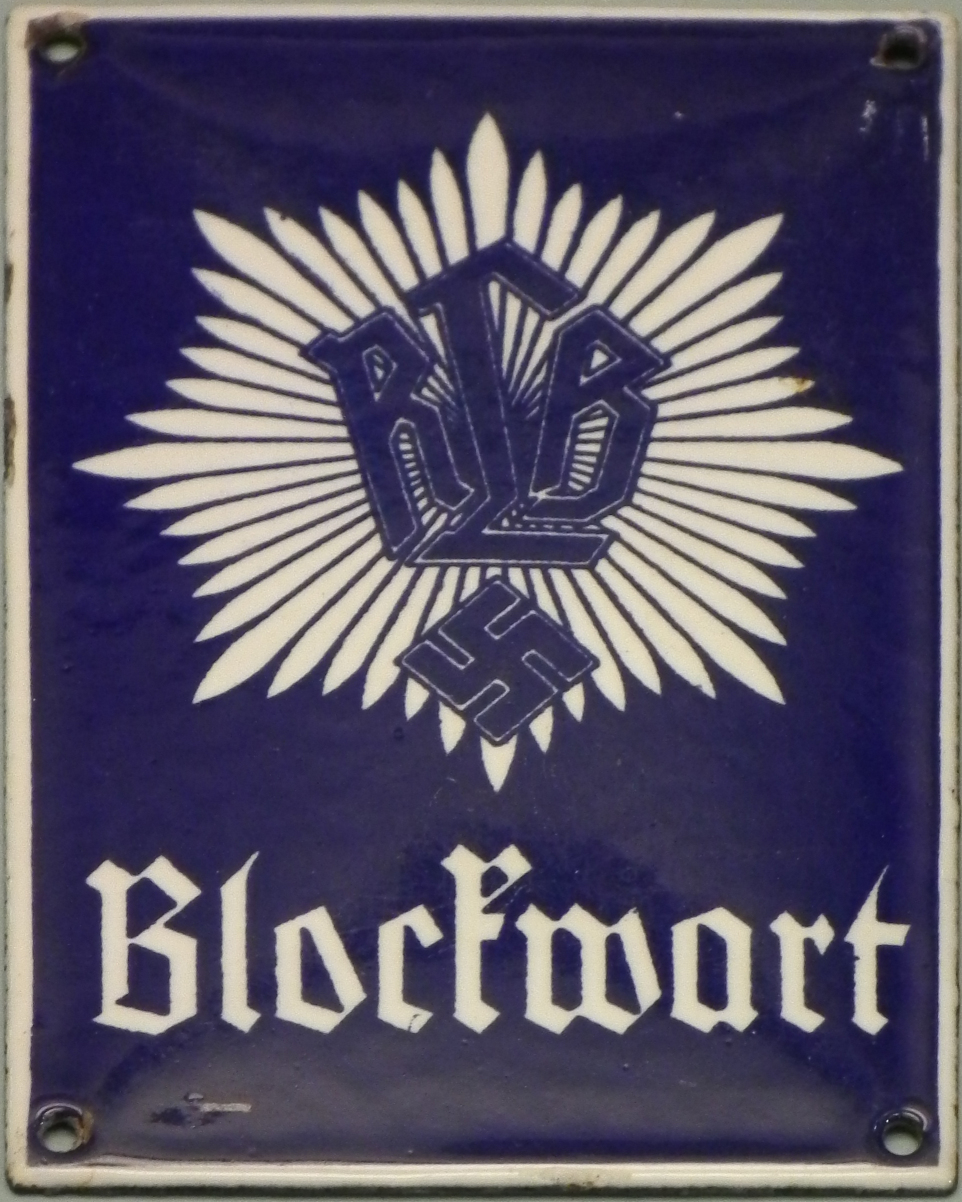
Plaque murale d'un vigile local.
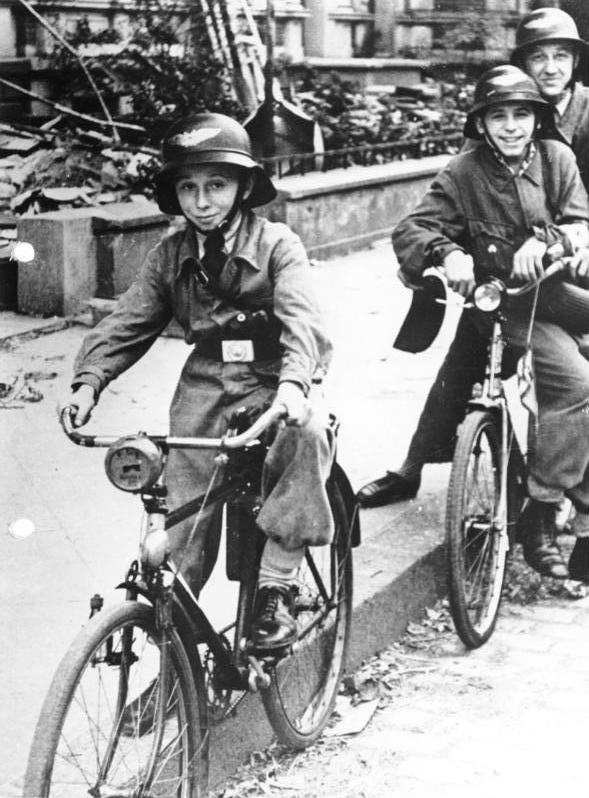
Enfants chargés de transmettre les messages d'un groupe local, avec casques RLB.